# Umreifung

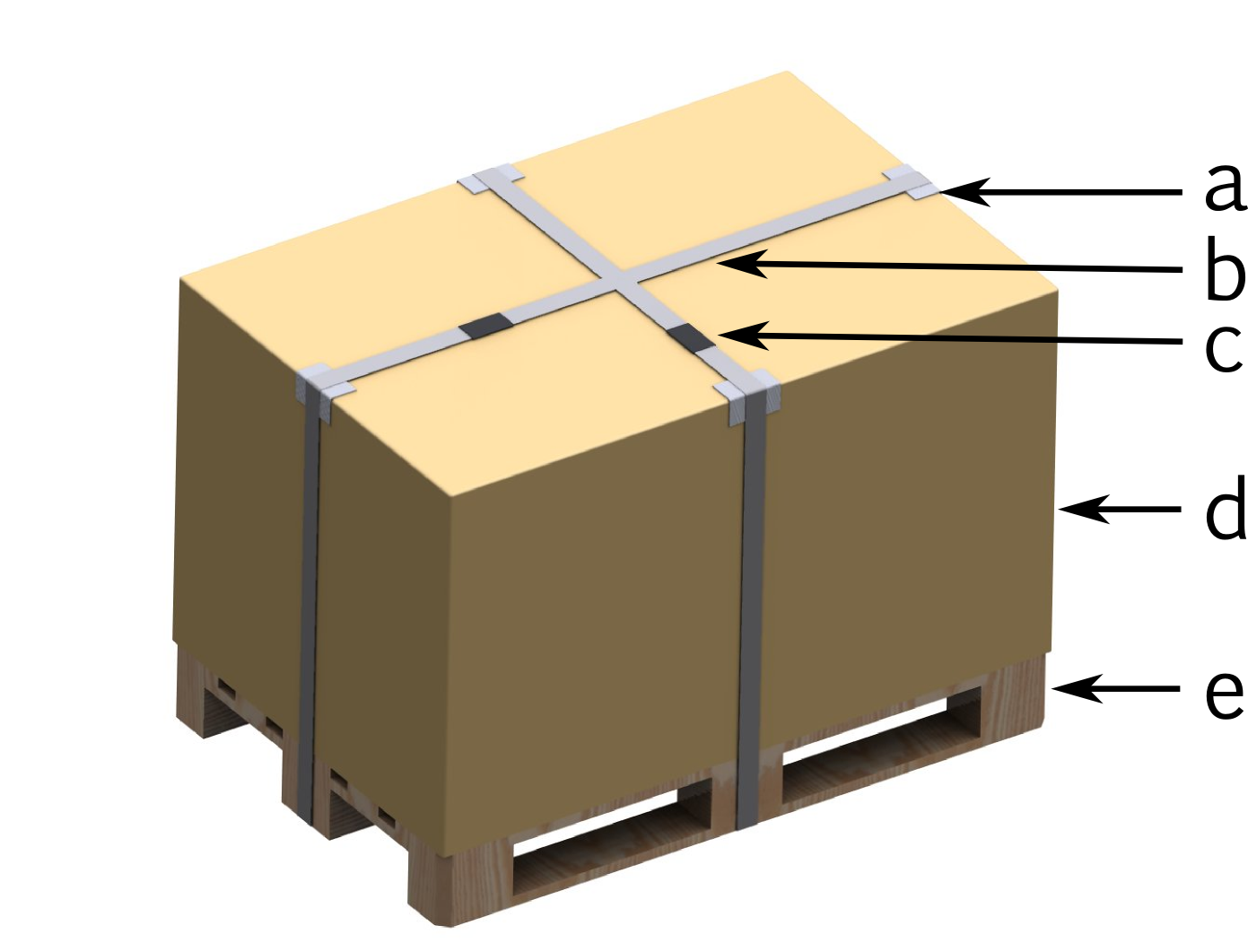
Umreifter Karton auf Europalette. (a) Kantenschutz (b) Umreifung (c) Sicherungshülse (d) Karton (e) Palette

Als Umreifung bezeichnet man das Binden, Bündeln, Verzurren und Sichern von Packstücken mit einem Verschlussband.
Bei der Umreifung werden die Packstücke zunächst zusammengestellt und mit dem Umreifungsband umlegt. Unter das Band kann zur Schonung der Packstücke ein Kantenschutz eingebracht werden. Das Band wird dann mit Hilfe einer Vorrichtung, einem sogenannten Umreifungsgerät, gespannt und gesichert.

## Technik

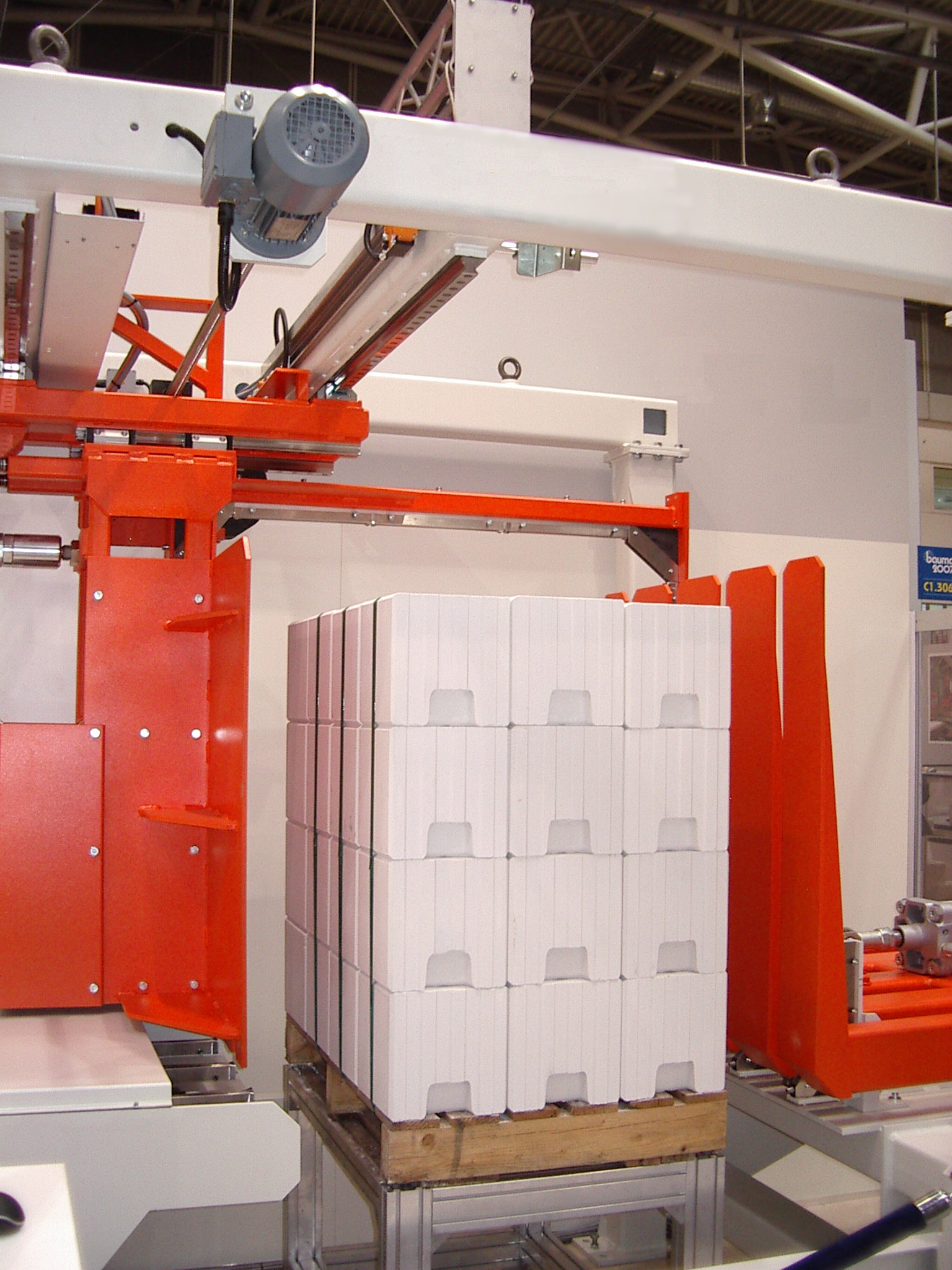
Umreifungsmaschine zum vertikalen Umreifen von Gasbetonsteinen

Je nach Größe der Packstücke, erforderlicher Kraft und Geschwindigkeit werden entweder manuelle Umreifungsgeräte eingesetzt, bei denen das Band von einer Person über einen Spannhebel festgezurrt wird, oder es kommen Umreifungsmaschinen zur Anwendung, die den Vorgang automatisieren und die hohe Kräfte aufbringen können. Als Umreifungsband wird je nach benötigter Festigkeit ein Kunststoff- oder Stahlband verwendet. Das festgezurrte Band wird nach dem Spannen durch Klammern, Hülsen, Plomben oder Schweißtechniken gesichert und abgeschnitten.
Eine verwandte Technik für kleine und leichte Packstücke ist das Banderolieren.

## Material
Umreifungsbänder werden aus Stahl, Polypropylen (PP), Polyethylenterephthalat (PET) hergestellt und meist in Breiten zwischen 9 und 19 mm eingesetzt. PET ist preiswert und weist eine besonders große Zugfestigkeit auf, gibt daher aber bei Volumenänderungen des umreiften Packgutes (zum Beispiel sich ausdehnendes Holz) nicht nach. PP ist aufgrund seiner Dehnbarkeit für sich ausdehnendes Packgut geeignet. Polyester ist günstig, für Hand-Umreifungsgeräte geeignet und kann nachgezurrt werden.
Stahl-Umreifungsbänder kommen in der Regel beim Umreifen von sehr schweren Gütern zum Einsatz, wie z. B. schwere Maschinen, mehrere, meist lange Profile (oft Stahl und Nichteisenmetalle) oder auch Aluminium-Masseln. Sie haben eine höhere Bruchfestigkeit als Kunststoff-Barren (Metall).